# Охна тёмно-пурпурная
Охна темно-пурпурная (лат. Ochna atropurpurea) — вид растений рода Охна (Ochna) семейства Охновые (Ochnaceae).

## Название
Родовое латинское (научное) название Ochna было присвоено Карлом Линнеем в 1753 году и происходит от греческого слова ochne, которое связано с дикой грушей. Название намекает на сходство листьев представителей данного рода с листьями дикой груши (Pyrus communis).
Видовой латинский эпитет atropurpurea происходит от сочетания слов латинского языка: āter — «темный», и purpureus — «пурпурный».

## Ботаническое описание
Вечнозеленые деревья или кустарники, достигающие в высоту 4 м.
Листья вытянутые, тёмно-зелёные, частично глянцевые, кожистые, простые, ланцетно-эллиптической формы, обычно мелкозубчатые, расположены поочередно. Молодые листья в начале своего развития имеют розовато-бронзовую окраску, постепенно становятся зелёными и блестящими.
Цветки ярко-жёлтые, ароматные, размером от 2 до 4 см, блюдцевидной формы. Число лепестков — от 5 до 10; после того, как они опадают, на растении появляются красные маленькие плоды. Плоды — костянки, сидящие на центральном диске. Они имеют шаровидную форму, висят и при созревании чернеют. Кроме того, плоды окружены яркой окрашенной чашечкой.
Растение обильно цветёт с августа по ноябрь, опыляется насекомыми и бабочками. Семена поедаются птицами.

## Распространение
Природный ареал охватывает такие страны, как Кения, Мозамбик, Сомали, Танзания, Вьетнам и Зимбабве. Оно также было интродуцировано во Флориде (США) и Тринидаде и Тобаго. Это растение характерно для засушливых тропических биомов.

## Таксономия
Ochna atropurpurea DC., первое упоминание в Ann. Mus. Hist. Nat. 17: 412 (1811).

### Синонимы
Гомотипные (основанные на одном и том же номенклатурном типе):
- Diporidium atropurpureum (DC.) H.L.Wendl. (1825)

Гетеротипные (основанные на разных номенклатурных типах):
- Diporidium mossambicense (Klotzsch) Kuntze (1891)
- Diporidium purpureocostatum (Engl.) Tiegh. (1902)
- Discladium mossambicense (Klotzsch) Tiegh. (1902)
- Ochna fischeri Engl. (1893)
- Ochna merkeri Gilg (1902), nom. nud.
- Ochna mossambicensis Klotzsch (1861)
- Ochna purpureocostata Engl. (1895)
- Polythecium fischeri (Engl.) Tiegh. (1902)